# الملاعين (فلم)
الملاعين هو فيلم مصري عرض عام 1979، بطولة فريد شوقي وسهير رمزي ومصطفى فهمي، ومن إخراج أحمد ياسين.

## قصة الفيلم
يعيش آدم الإسناوي صاحب شركة المقاولات في صراعات ومشاكل كثيرة فتارة يقع في مشاكل مع ابنته سميرة التي يجبرها على الزواج من المهندس حمدي، وتارةً أخرى يقسو على ابنته الكبرى فافي من زوجته الأولى. وفي ذات الوقت لا يعترف بأبوته لنبيل وأمه نفيسة، إلا أن مرضه واضطراره للسفر للعلاج يدفعه للتعامل مع نبيل ومقابلته قبل سفره.

## طاقم التمثيل
- فريد شوقي: (آدم الإسناوي)
- سهير رمزي: (فافي)
- مصطفى فهمي: (نبيل)
- سناء جميل: (بهيرة)
- منى جبر: (داليا)
- حسين الشربيني: (حمدي)
- رشوان توفيق: (درويش)
- محمود قابيل: (عادل)
- مريم فخر الدين: (نفيسة)
- صلاح نظمي: (شوكت)
- آثار الحكيم: (سميرة)
- عماد حمدي: (رضوان)
- حافظ أمين: (زكى)
- أديب الطرابلسي: (السفرجي)
- عبد الحميد أنيس: (الطبيب)
- منى عبد الله: (ضيفة بحفل الزفاف)
- بدرية عبد الجواد: (ضيفة بحفل الزفاف)
- عبد المنعم النمر: (ضابط شرطة)
- صالح الإسكندراني: (خادم الأسرة)

## فريق العمل
- إخراج: أحمد ياسين
- قصة: عن قصة الملك لير لوليم شكسبير
- سيناريو وحوار: عبد الحي أديب
- مدير التصوير: عبد المنعم بهنسي
- مونتاج: سعيد الشيخ
- موسيقى تصويرية: فؤاد الظاهري
- إنتاج: أفلام إيهاب الليثي
- توزيع: أفلام إيهاب الليثي